# 布拉霍維申卡 (海尼切斯克區)
46°18′1″N 34°14′42″E / 46.30028°N 34.24500°E
布拉霍維申卡（烏克蘭語：Благовіщенка）是位於烏克蘭南部的村莊，由赫爾松州海尼切斯克區的新特羅伊茨凱市鎮負責管轄。該村始建於1888年，面積39.3平方公里，海拔高度12米，2001年人口373，人口密度每平方公里9.5人。